# Chrysomela
Genre
Le genre Chrysomela regroupe des espèces d'insectes coléoptères de la famille des Chrysomelidae.

## Liste des sous-genres
Selon ITIS (27 janv. 2015) :
- sous-genre Chrysomela (Chrysomela) Linnaeus, 1758
- sous-genre Chrysomela (Macrolina) Motschulsky, 1839
- sous-genre Chrysomela (Pachylina) Medvedev in Medvedev et Chernov, 1969

## Liste des espèces
Selon Catalogue of Life (4 octobre 2019) :
- Chrysomela aeneicollis (Schaeffer, 1928)
- Chrysomela blaisdelli (Van Dyke, 1938)
- Chrysomela calami Heer, 1847 †
- Chrysomela ceresti Theobald, 1937 †
- Chrysomela confluens Rogers, 1856
- Chrysomela crotchi Brown, 1956
- Chrysomela debilis Oustalet, 1874 †
- Chrysomela falsa Brown, 1956
- Chrysomela hilberi Lomnicki, 1894 †
- Chrysomela interrupta Fabricius, 1801
- Chrysomela invicta Brown, 1956
- Chrysomela knabi Brown, 1956
- Chrysomela laurentia Brown, 1956
- Chrysomela lineatopunctata Forster, 1771
- Chrysomela mainensis J. Bechyné, 1954
- Chrysomela matheroni Oustalet, 1874 †
- Chrysomela micropunctata (Piton, 1935) †
- Chrysomela populeti Heer, 1847 †
- Chrysomela punctigera Heer, 1847 †
- Chrysomela rudeli Piton, 1936 †
- Chrysomela schaefferi Brown, 1956
- Chrysomela scripta Fabricius, 1801
- Chrysomela semota Brown, 1956
- Chrysomela sociata von Heyden & von Heyden, 1866 †
- Chrysomela sonorae Brown, 1956
- Chrysomela succini Giebel, 1856 †
- Chrysomela texana (Schaeffer, 1920)
- Chrysomela titana Meunier, 1921 †
- Chrysomela vesperalis Scudder, 1900 †
- Chrysomela walshi Brown, 1956
- Chrysomela wetteravica von Heyden, 1862 †

Selon NCBI (4 octobre 2019) :
- Chrysomela aeneicollis
- Chrysomela collaris
- Chrysomela confluens
- Chrysomela crotchi Brown, 1956
- Chrysomela cuprea
- Chrysomela falsa
- Chrysomela interna
- Chrysomela interrupta
- Chrysomela knabi
- Chrysomela lapponica
- Chrysomela laurentia
- Chrysomela littorea
- Chrysomela mainensis
- Chrysomela populi Linnaeus, 1758
- Chrysomela saliceti (Weise, 1884)
- Chrysomela salicivorax
- Chrysomela schaefferi
- Chrysomela scripta
- Chrysomela tremula Fabricius, 1787
- Chrysomela vigintipunctata (Scopoli, 1763)
- Chrysomela walshi

### Taxons fossiles
Taxons fossiles selon (en) Paleobiology Database : Chrysomela  Linnaeus 1758 (consulté le 4 octobre 2019) :
- †Chrysomela calami Heer, 1847
- †Chrysomela ceresti Théobald 1937[4] trouvé à Céreste (Nancy collection)
- †Chrysomela debilis Oustalet, 1874
- †Chrysomela hilberi Lomnicki, 1894
- †Chrysomela lichenis Richter, 1820
- †Chrysomela matheroni Oustalet, 1874
- †Chrysomela micropunctata Piton, 1935
- †Chrysomela populeti Heer, 1847 ou †Lina populeti
- †Chrysomela punctigera Heer, 1847
- †Chrysomela rudeli Piton, 1936
- †Chrysomela sociata von Heyden & von Heyden, 1866
- †Chrysomela succini Giebel, 1856
- †Chrysomela titana Meunier, 1921
- †Chrysomela vesperalis Scudder, 1900
- †Chrysomela wetteravica von Heyden, 1862 ou †Lina Wetteravica

## Galerie

Quelques espèces vivantes du genre Chrysomela.
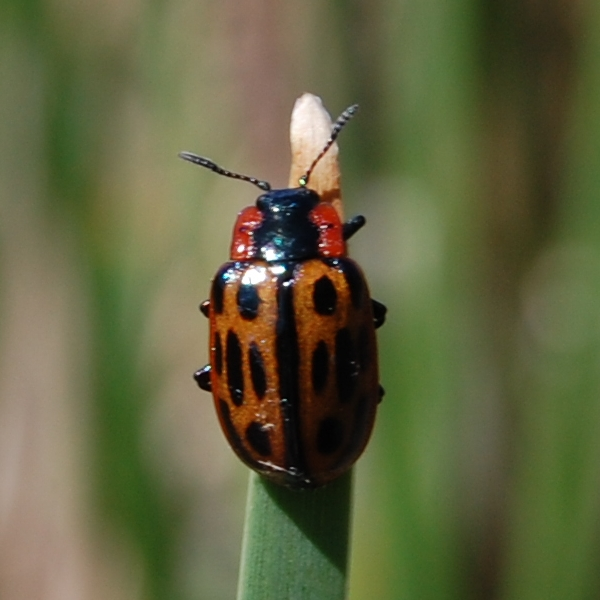
Chrysomela confluens.
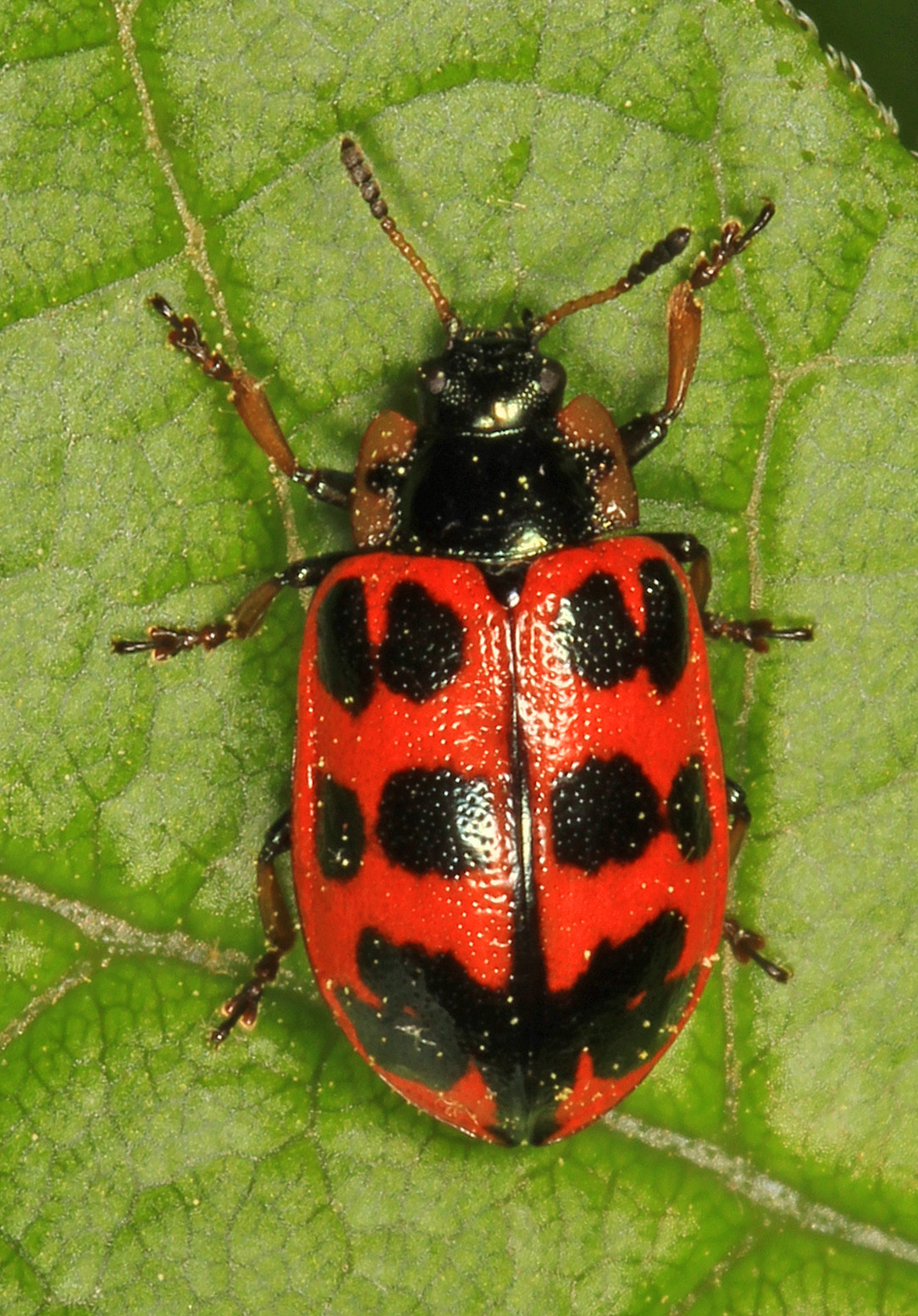
Chrysomela interrupta.
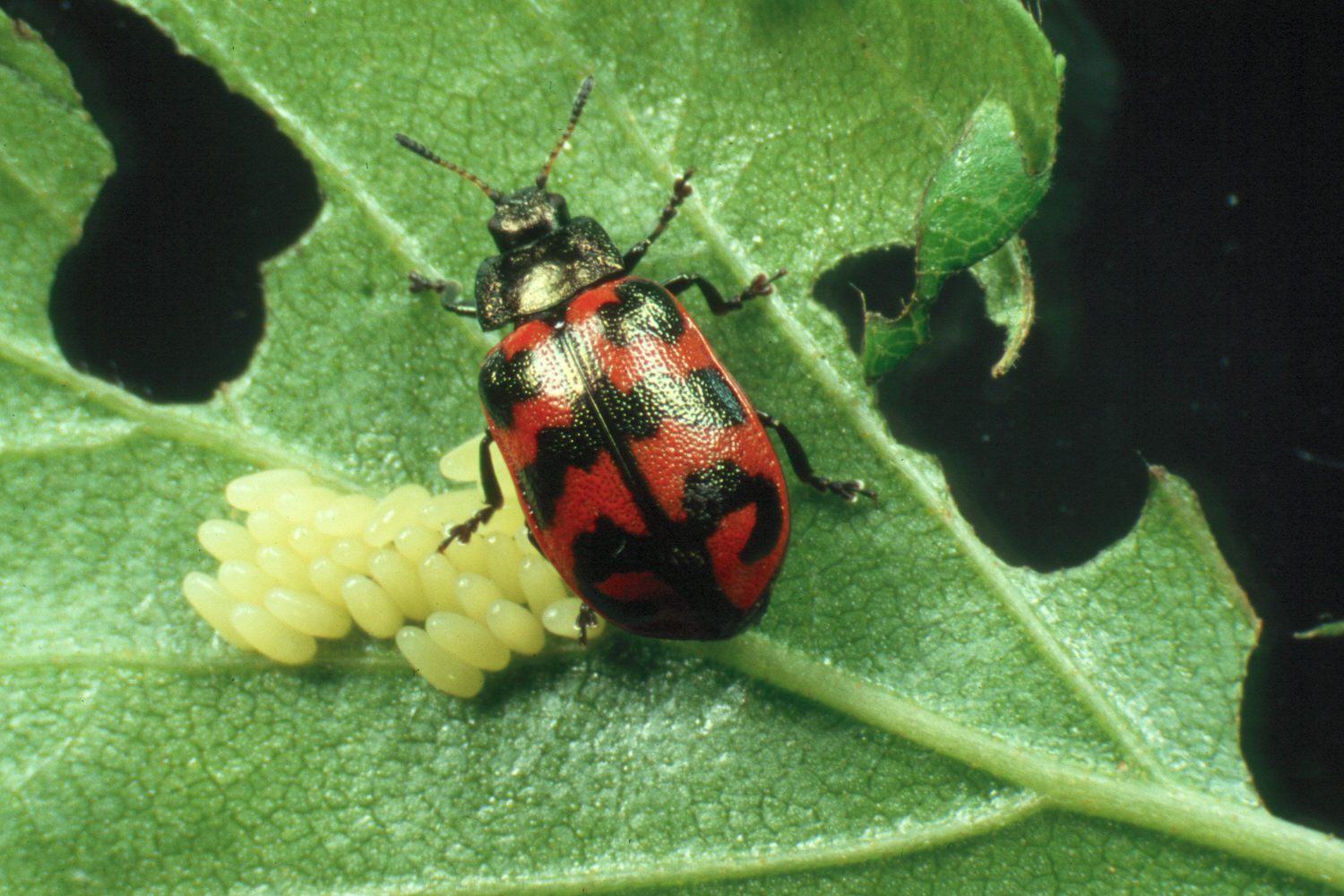
Chrysomela lapponica.
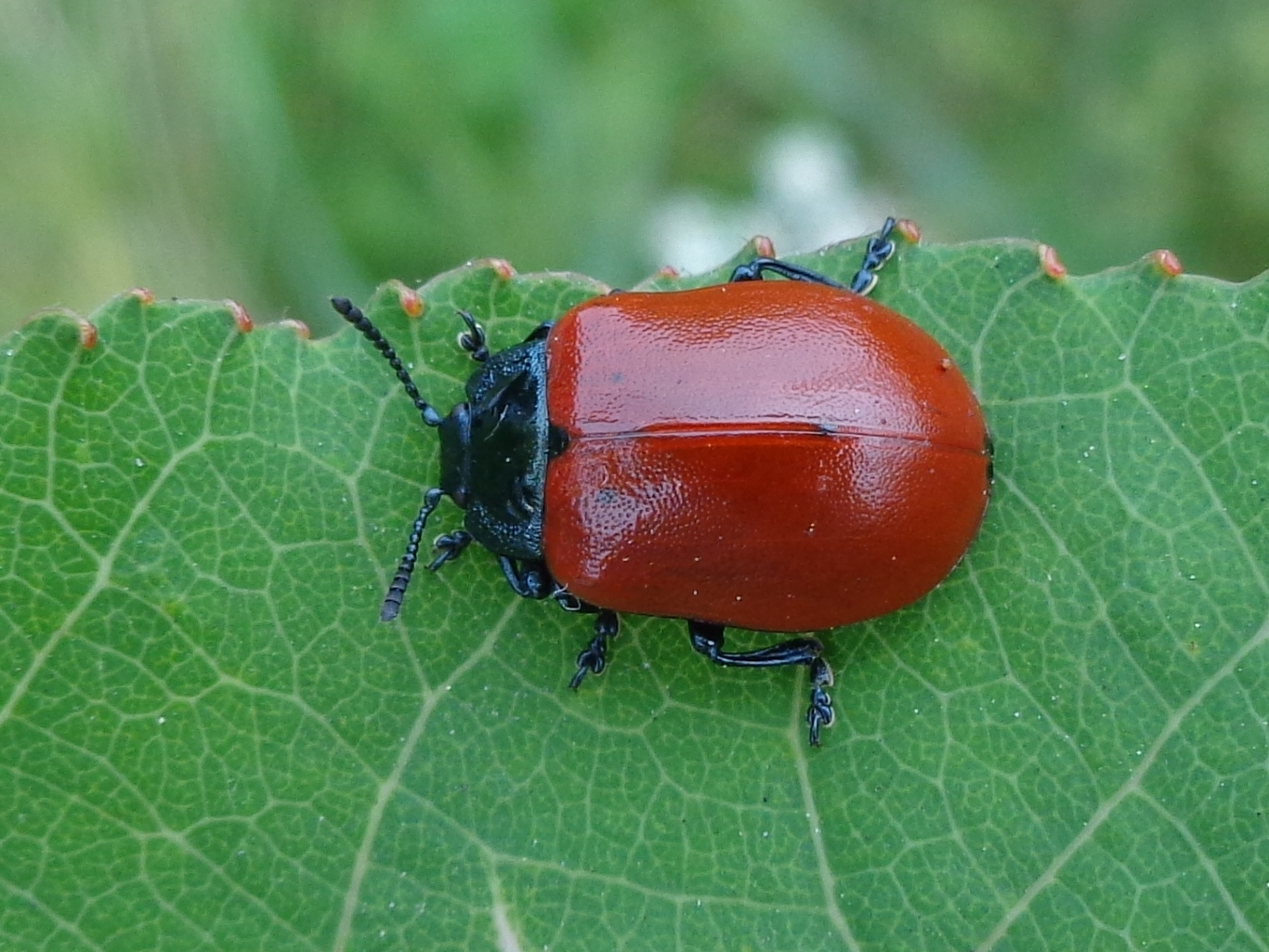
Chrysomela populi ou Chrysomèle du peuplier.
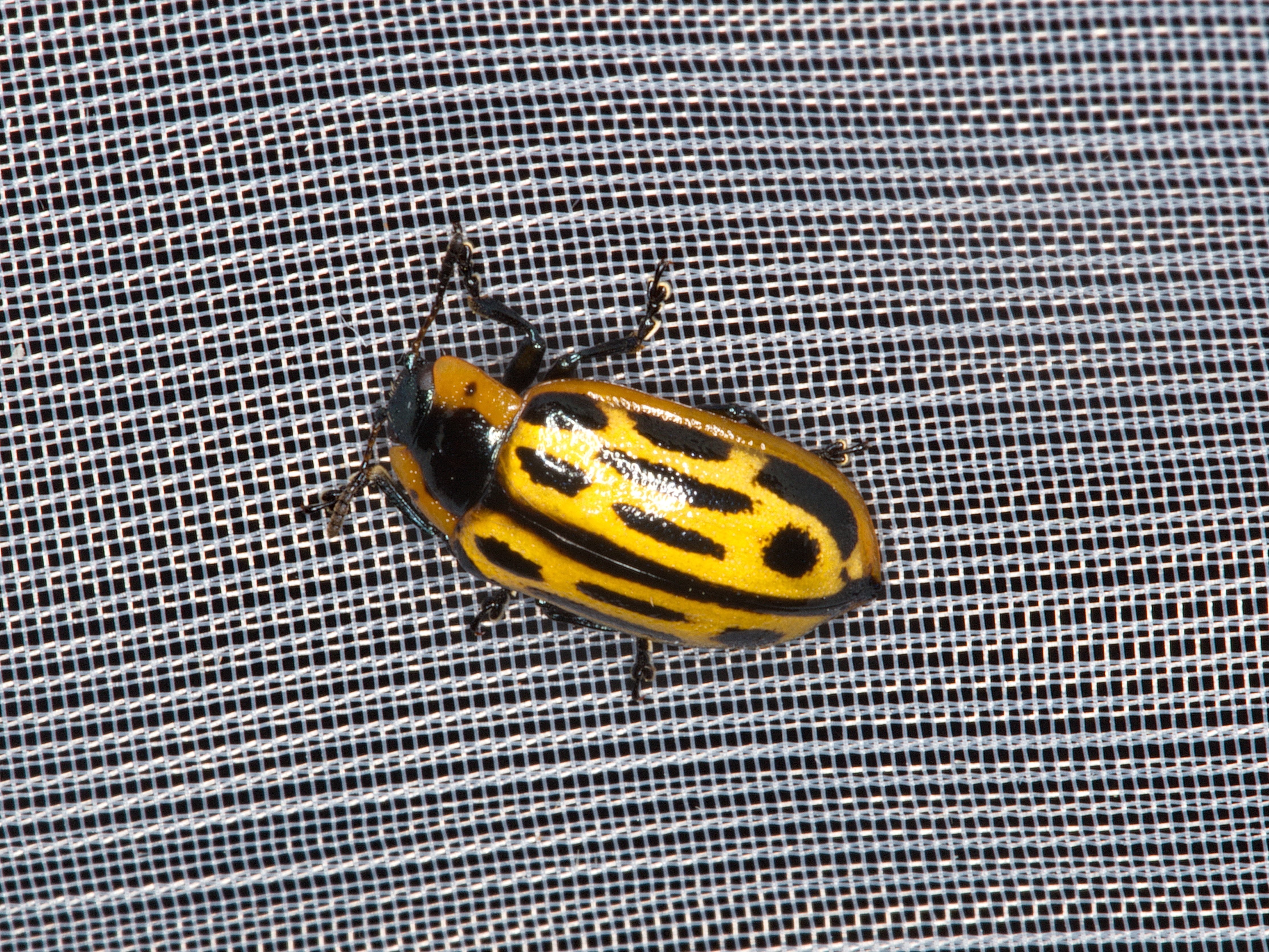
Chrysomela scripta.
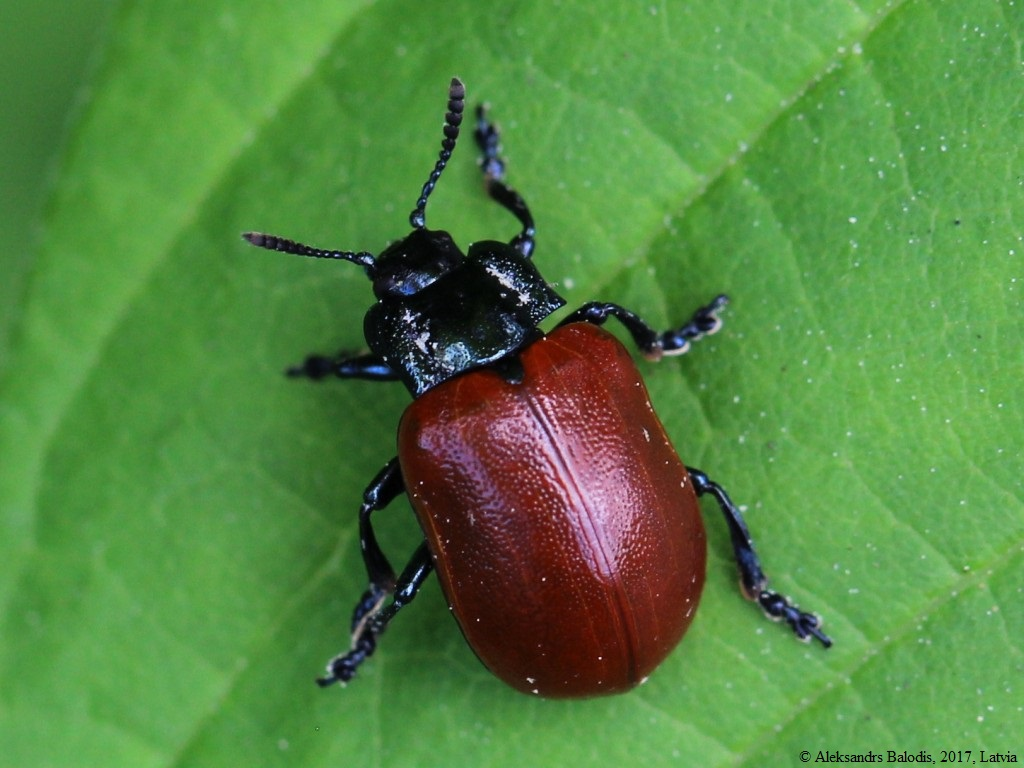
Chrysomela tremulae.
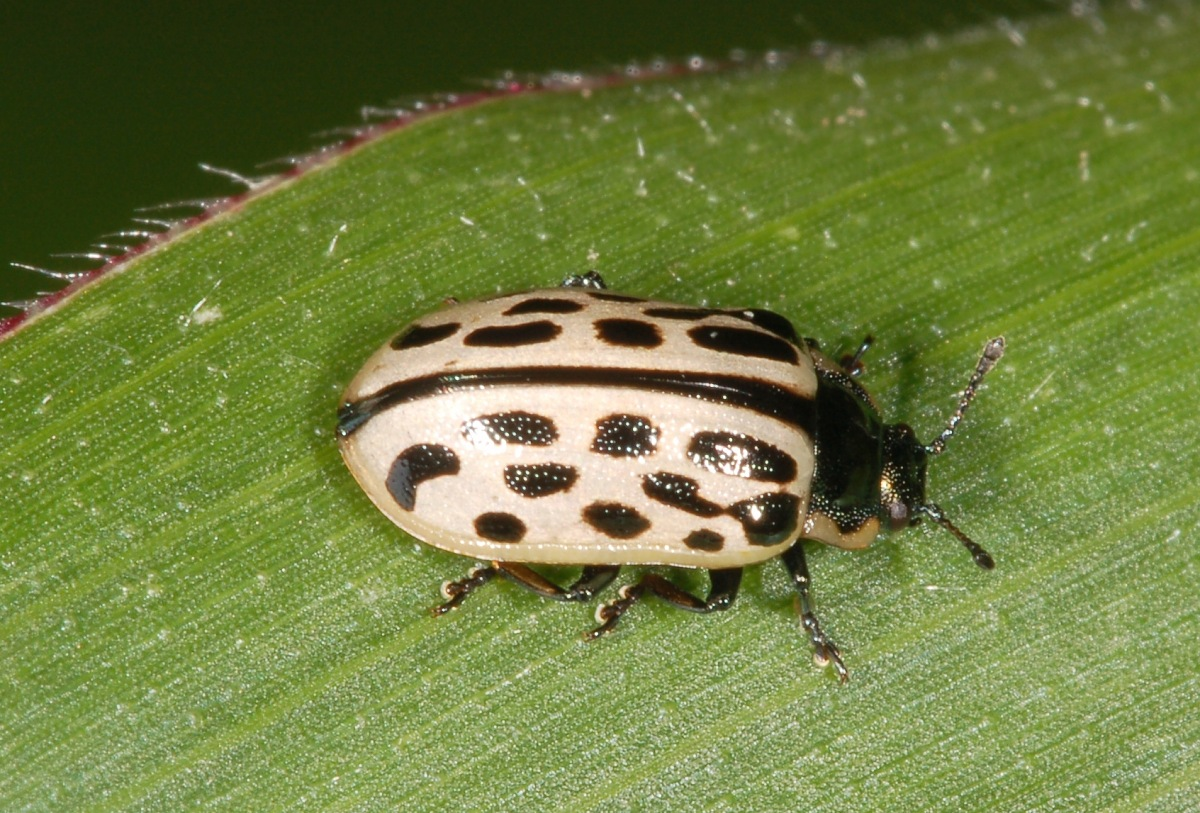
Chrysomela vigintipunctata.